# Bezirk Hamburg-Nord

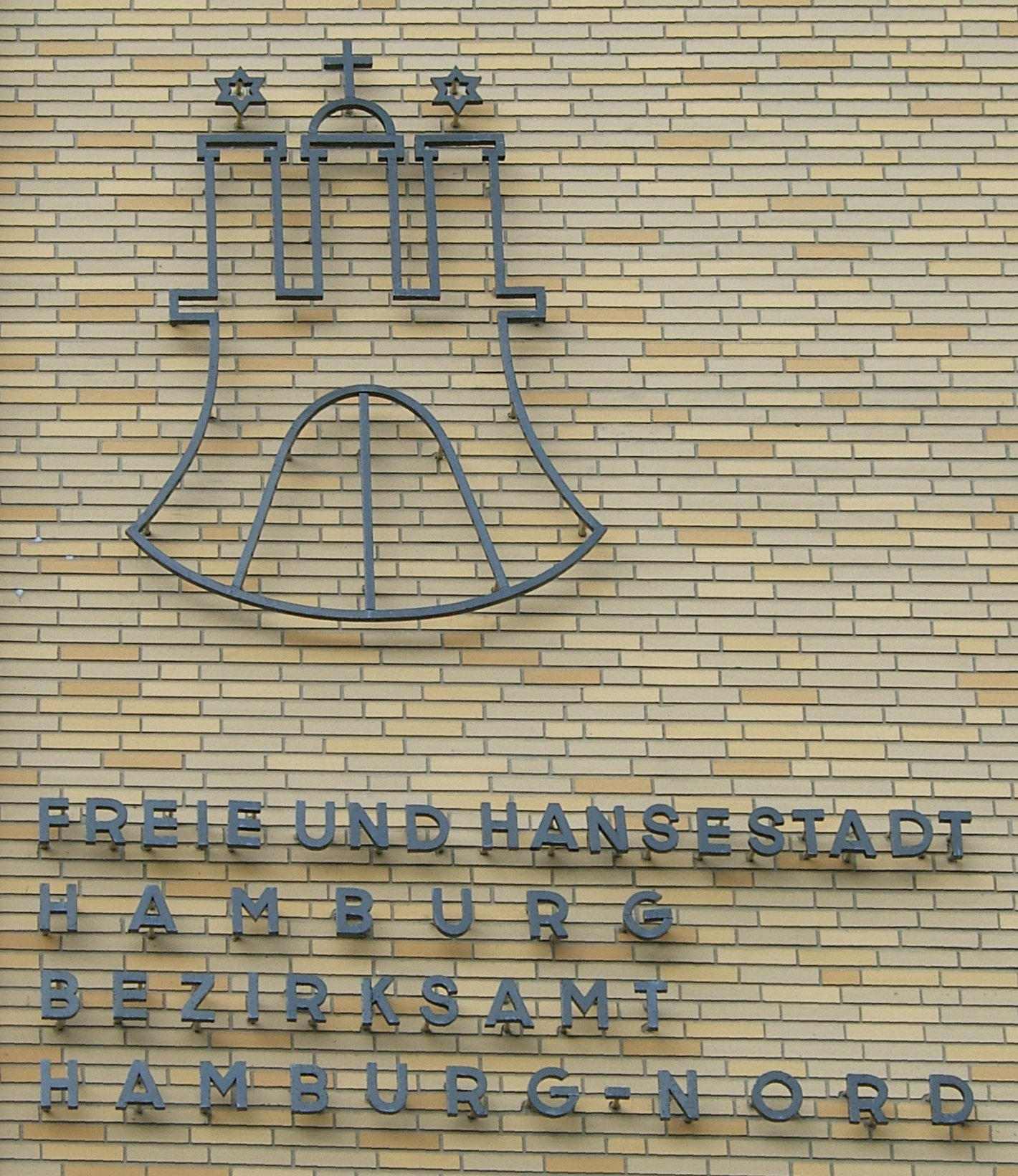
Außenwandbeschriftung des Bezirksamtes Hamburg-Nord

Der Bezirk Hamburg-Nord ist einer von sieben Bezirken der Freien und Hansestadt Hamburg.

## Geographie

### Überblick
Der Bezirk Hamburg-Nord liegt am 10. Grad östlicher Länge zu beiden Seiten der Alster. Er hat eine Ausdehnung von 14 km von Nord nach Süd und gut 8 km von West nach Ost und umfasst den nordöstlichen Teil der Außenalster. Im Norden grenzt der Bezirk an Schleswig-Holstein, im Süden an den Bezirk Hamburg-Mitte, im Westen an den Bezirk Eimsbüttel und im Osten an den Bezirk Wandsbek.
Weite Flächen des rund 58 km² großen Bezirks sind nicht bewohnt, sondern dienen der Infrastruktur und der Naherholung. Dazu zählen der Flughafen Hamburg-Fuhlsbüttel (ca. 5 km²), der Friedhof Ohlsdorf (ca. 4 km²), der Hamburger Stadtpark (ca. 2 km²) und das Naturschutzgebiet Eppendorfer Moor sowie viele Kleingärten und die Alster.

### Verwaltungsgliederung
Der Bezirk ist in 13 Stadtteile gegliedert:
- Eppendorf, Hoheluft-Ost und Winterhude bilden das dicht besiedelte Kerngebiet (Regionalausschuss Eppendorf-Winterhude),
- Uhlenhorst, Hohenfelde, Barmbek-Nord, Barmbek-Süd und Dulsberg sind die innenstadtnäheren Stadtteile östlich der Alster (Regionalausschuss Barmbek-Uhlenhorst-Hohenfelde-Dulsberg),
- Groß Borstel, Alsterdorf, Ohlsdorf, Fuhlsbüttel und Langenhorn bilden den dünner besiedelten Norden am Hamburger Stadtrand (Regionalausschuss Langenhorn-Fuhlsbüttel-Ohlsdorf-Alsterdorf-Groß Borstel).

Die Stadtteile sind weiter in jeweils einen bis sechs, insgesamt 32 Ortsteile untergliedert. Die früheren Ortsämter Barmbek-Uhlenhorst und Fuhlsbüttel wurden im Zuge der Hamburger Bezirksverwaltungsreform 2006 aufgelöst, und aus den Ortsausschüssen der Bezirksversammlung wurden die drei oben genannten, fünfzehnköpfigen Regionalausschüsse. Im Bezirksamt koordinieren drei Regionalbeauftragte die Verwaltungstätigkeit in den Regionalbereichen.
Das Bezirksamt (⊙) befindet sich in einem Verwaltungsbau von Paul Seitz im Stadtteil Eppendorf (Kümmellstraße 5). Das Gebäude wurde 1953/1959 errichtet und steht unter Denkmalschutz. Im Februar 2014 wurde das Gelände inklusive Bebauung an das Rendsburger Bauunternehmen Richard Ditting GmbH verkauft. Perspektivisch soll das Bezirksamt in das Arne-Jacobsen-Haus in der City Nord umziehen.

## Politik

### Bezirksversammlung
| Wahl zur Bezirksversammlung Hamburg-Nord 2024Wahlbeteiligung: 67,3 % 3020100 27,923,419,37,67,26,46,12,1n. k.n. k.keine GrüneSPDCDULinkeFDPAfDVoltRHGhPARTEIPiratenSonst.Gewinne und Verlusteim Vergleich zu 2019 %p 8 6 4 2 0 −2 −4 −6 −8−7,8+2,6+1,8−2,0−0,5+1,8+6,1+2,1−2,4−1,1−0,6GrüneSPDCDULinkeFDPAfDVoltRHGPARTEIPiratenSonst.Anmerkungen:h Rettet Hamburgs Grün |

### Bürgerschaft
Für die Wahl zur Bürgerschaft und der Bezirksversammlung 2011 wurde der Bezirk Hamburg-Nord in die Wahlkreise Eppendorf – Winterhude, Barmbek – Uhlenhorst – Dulsberg und Fuhlsbüttel – Alsterdorf – Langenhorn aufgeteilt.

### Bezirksamtsleiter
- 1949–1955: August Obenhaupt (SPD)
- 1955–1973: Kurt Braasch (DP)
- 1973–1989: Werner Weidemann (SPD)
- 1989–1996: Jochen von Maydell (SPD)
- 1996–2008: Mathias Frommann (SPD)
- 2009–2012: Wolfgang Kopitzsch (SPD)
- 2012–2018: Harald Rösler (SPD)
- 2020–2025: Michael Werner-Boelz (Grüne)[7]
- seit 2025: Bettina Schomburg (SPD)

Nachdem Harald Rösler im Juni 2018 in den Ruhestand gegangen war, sollte Yvonne Nische (SPD) Bezirksamtsleiterin werden, führte dieses Amt ab 1. Juli 2018 kommissarisch, trat jedoch im Januar 2019 wegen der Rolling-Stones-Ticketaffäre das Amt letztendlich nicht an. Kommissarisch übernahm am 21. Januar 2019 Ralf Staack, der vormals stellvertretende Leiter des Bezirksamts Eimsbüttel war, die Leitung des Bezirksamts Nord. Im Dezember 2019 wurde der bisherige Fraktionsvorsitzende der Grünen Michael Werner-Boelz gewählt, der sein Amt im Februar 2020 antrat. Ihm wurde im Dezember 2024 auf Antrag von SPD, CDU und FDP von der Bezirksversammlung das Misstrauen ausgesprochen. Stattdessen wurde die Sozialdemokratin Bettina Schomburg mit 32:18 Stimmen gewählt, die ihr Amt am 14. Februar 2025 antrat. Sie war zuvor Abteilungsleiterin im Landesbetrieb Immobilienmanagement und Grundvermögen gewesen.

## Einwohnerstatistik
1950 galt Hamburg-Nord mit seinen 358.941 Einwohnern als der bevölkerungsreichste Bezirk in Hamburg. 1977 waren 313.909 Einwohner im Bezirk gemeldet. Im Jahre 1990 waren es 282.715 Personen. Die Bevölkerung fiel dann bis 2000 auf 275.802 zurück und erhöhte sich seitdem auf 313.617 gemeldete Einwohner bis Ende 2018 bzw. 328.454 bis Ende 2023.

## Verkehr
Der Flughafen Hamburg liegt fast vollständig im Stadtteil Hamburg-Fuhlsbüttel. Die nördliche Landebahn ragt etwas darüber hinaus in das Land Schleswig-Holstein hinein.
Die S-Bahn-Linie 1 erschließt die östliche Seite des Bezirks Nord und bindet seit Ende 2008 auch den Flughafen an das S-Bahn-Netz an. Die U-Bahn-Linie 1 durchquert den Bezirk von Nord nach Süd, die südöstlichen Stadtteile des Bezirks werden von der Linie U3 erschlossen. Eine im Bau befindliche Linie U5 soll unzureichend erschlossene Gebiete nordöstlich der Alster ab ca. 2030 erreichen.

## Sehenswürdigkeiten und Kultur
- Eine bezirksprägende Sehenswürdigkeit stellt die Alster und ihre dazugehörigen Kanäle dar. Insgesamt gibt es in Hamburg-Nord ca. 90 Kilometer Wasserläufe, wovon rund ein Drittel schiffbar sind.[17]

### Planetarium und Museen
- Planetarium Hamburg, eines von neun Großplanetarien in Deutschland
- Museum der Arbeit
- Polizeimuseum Hamburg

### Theater
- Ernst-Deutsch-Theater
- Komödie Winterhuder Fährhaus
- Alma Hoppes Lustspielhaus

### Parks (Auswahl)
- Friedhof Ohlsdorf
- Stadtpark in Winterhude
- Alsterpark (östlicher Teil), Bereich Schwanenwik bis Krugkoppelbrücke
- Hayns Park
- City-Nord-Park

### Naturschutzgebiete
- Naturschutzgebiet Eppendorfer Moor in Groß Borstel
- Naturschutzgebiet Raakmoor in Langenhorn,
- Naturschutzgebiet Rothsteinsmoor (⊙) in Langenhorn

## Persönlichkeiten
- „Altbundeskanzler“ Helmut Schmidt lebte in Hamburg-Nord, im Stadtteil Hamburg-Langenhorn.
- Wolfgang Borchert, deutscher Schriftsteller, wurde 1921 in Eppendorf geboren und besuchte die später nach ihm benannte Wolfgang-Borchert-Schule (vorher Erica-Schule).
- Roger Cicero, deutscher Sänger, wohnte lange Zeit bis zu seinem Tod in Winterhude
- Ernst Thälmann, Politiker, an den heute noch der Ernst-Thälmann-Platz und die DKP-nahe Ernst-Thälmann-Gedenkstätte erinnern.
- Samy Deluxe, Rapper, besuchte die Gesamtschule Eppendorf.
- Jan Delay (Jan Eißfeldt), Rapper der Gruppe Beginner, spricht im Track „Lang is her“ zusammen mit Samy Deluxe über seine Jugend in Hamburg-Eppendorf.
- Fabius, Sänger, Schauspieler und Musicaldarsteller. In Eppendorf aufgewachsen, besuchte die Wolfgang-Borchert-Schule. Heute spielt er in diversen Musicalstücken und im Ohnsorg-Theater Hamburg insbesondere in der Rock-Revue „Wi rockt op Platt“.
- Dirk Fischer, ehemaliges MdB, Politiker der CDU
- Marcell Jansen, ehem. Fußball-Nationalspieler und Ex-HSV-Profi, lebt in Hamburg-Nord.
- Uwe Seeler, Rekordtorschütze des Hamburger SV, ist in Eppendorf aufgewachsen.

## Bilder

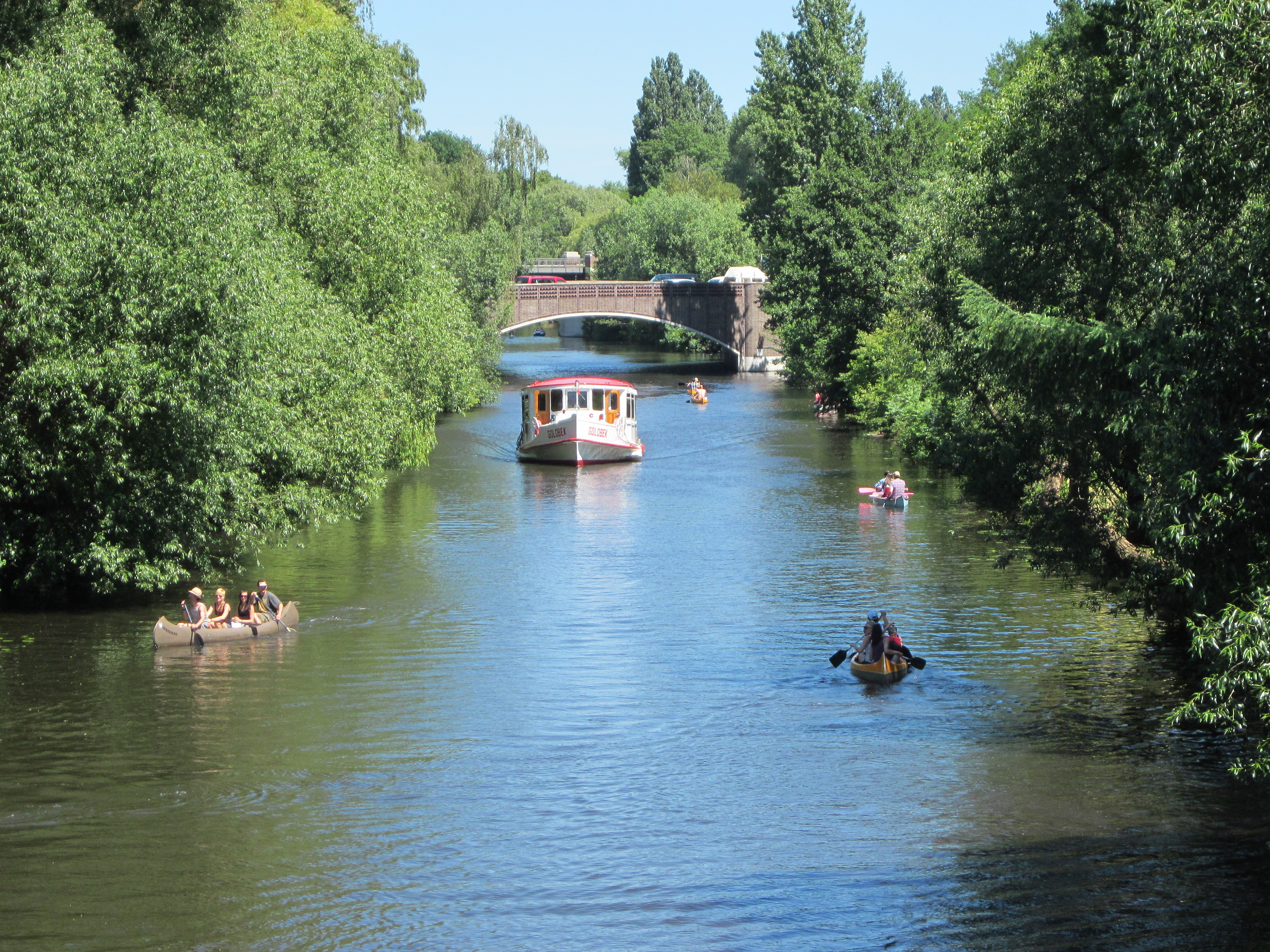
Alsterdampfer und Kanus im Goldbekkanal, Winterhude
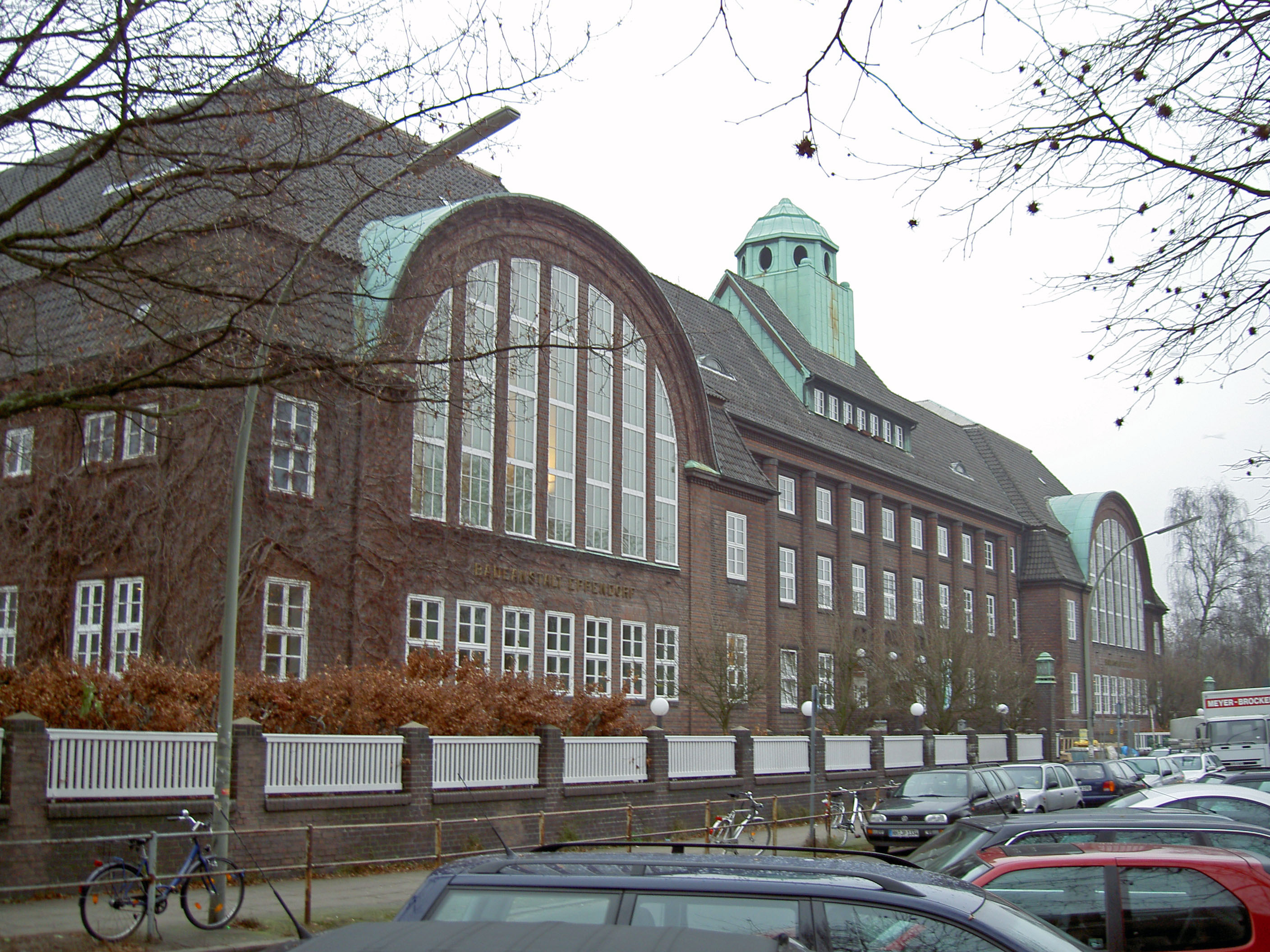
Holthusenbad (Kellinghusenstraße, Eppendorf)
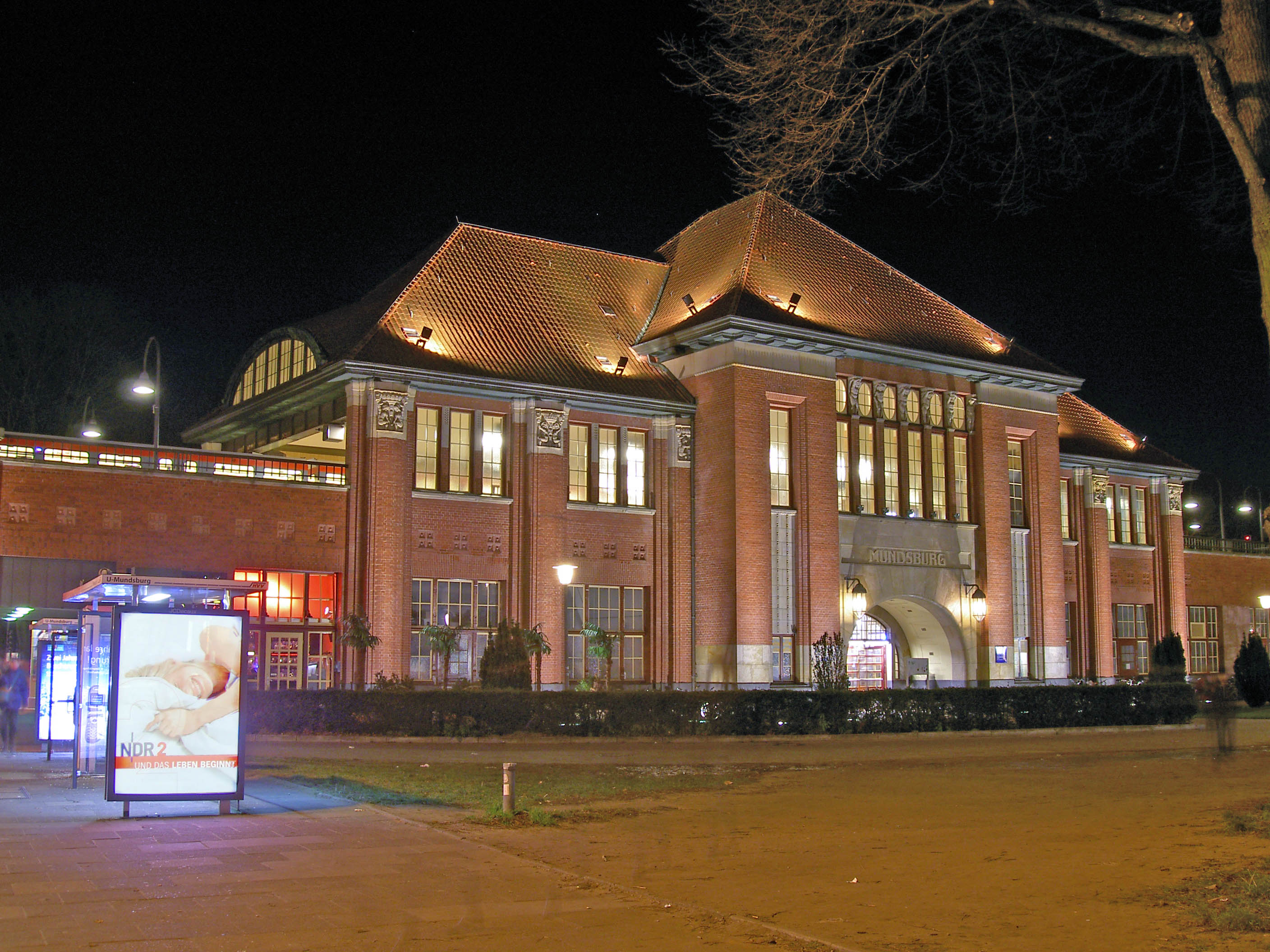
Hochbahn-Haltestelle Mundsburg (Uhlenhorst)
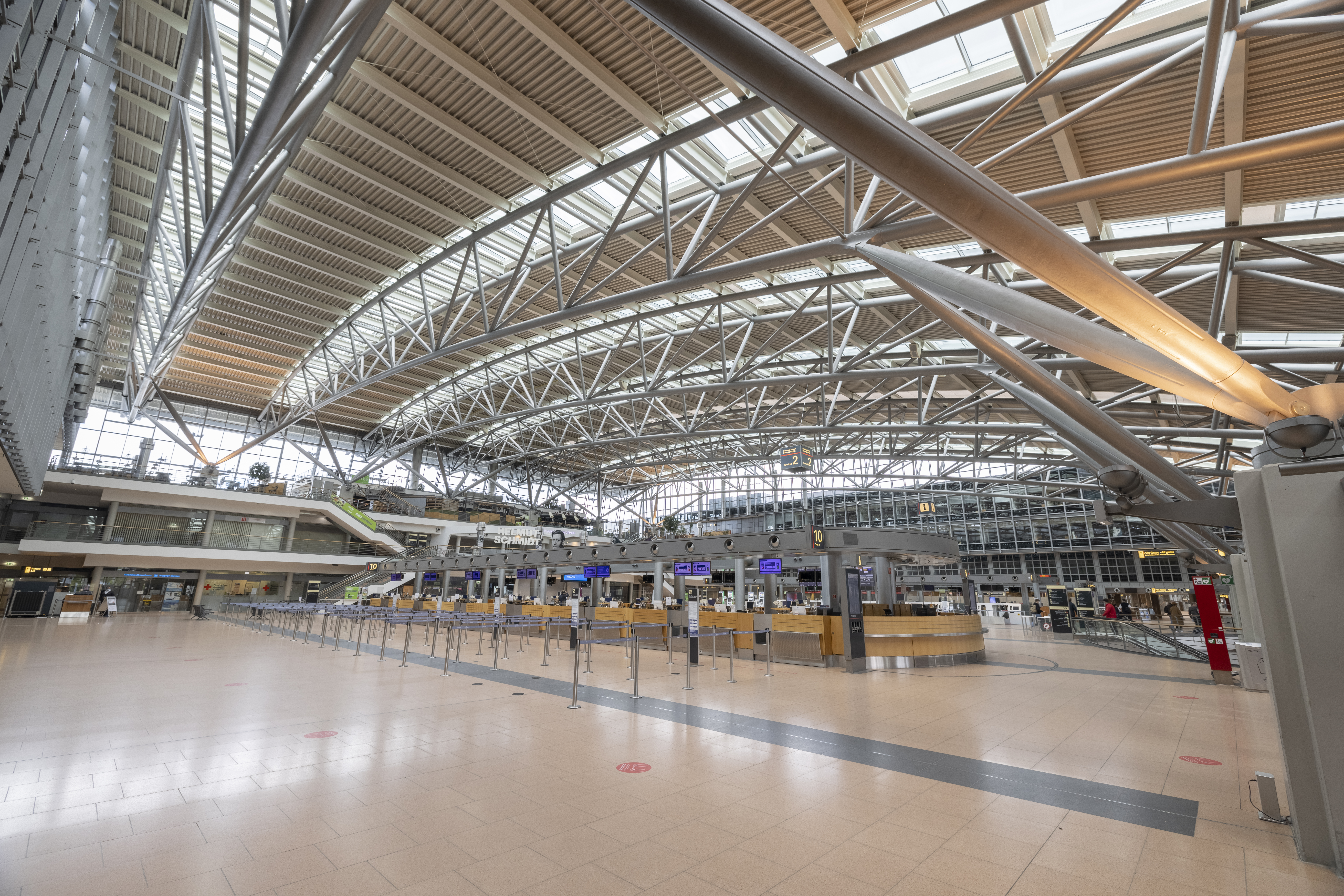
Flughafen Hamburg in Fuhlsbüttel
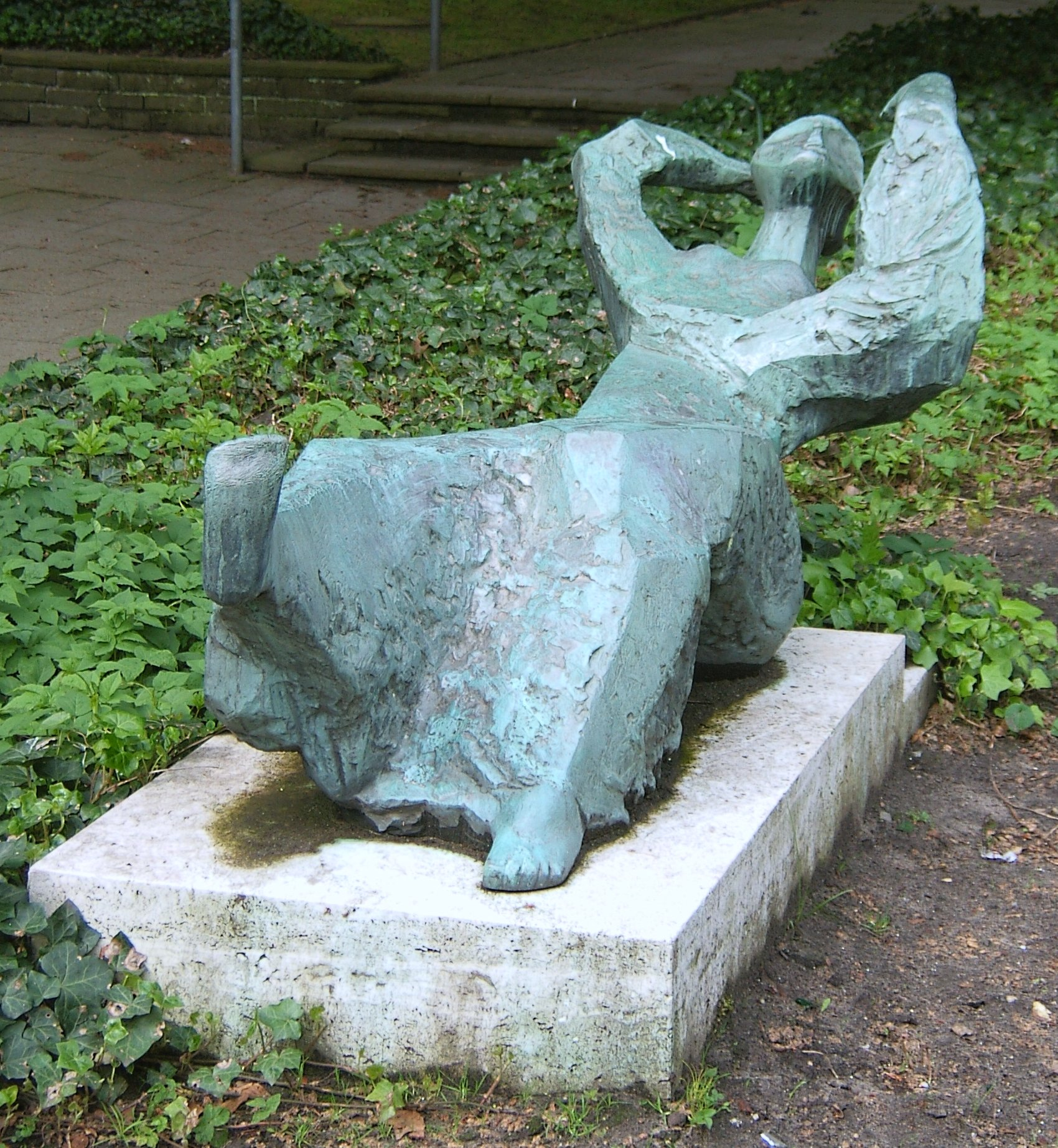
„Die Liegende“ von Hans Martin Ruwoldt vor dem Bezirksamt Nord
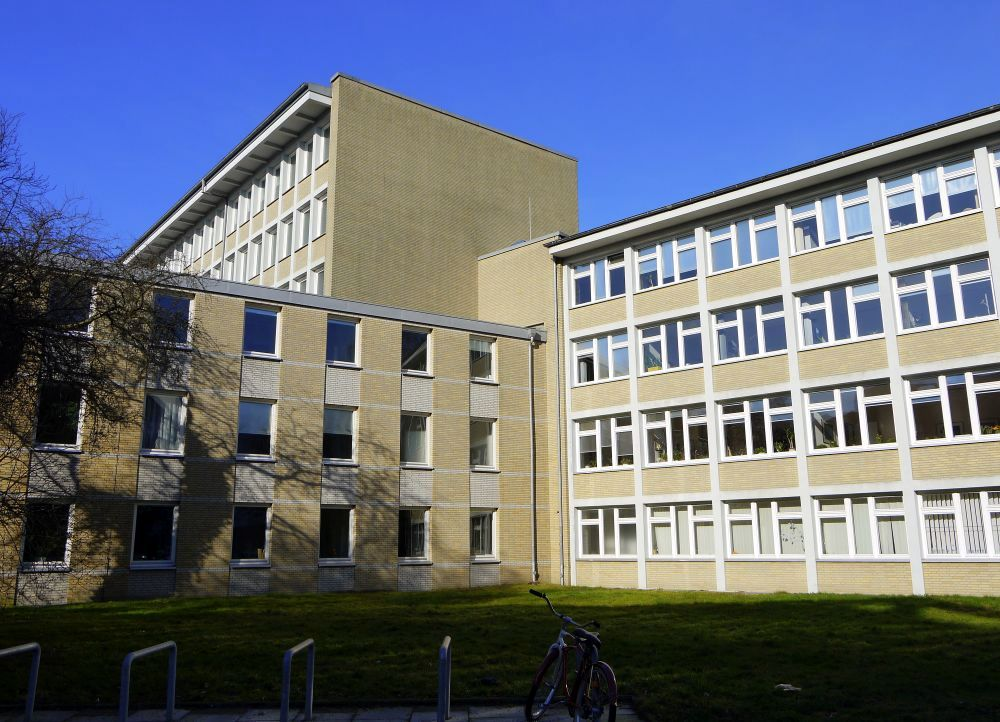
Bezirksamt Hamburg-Nord (Kümmellstraße 5–7, Eppendorf)
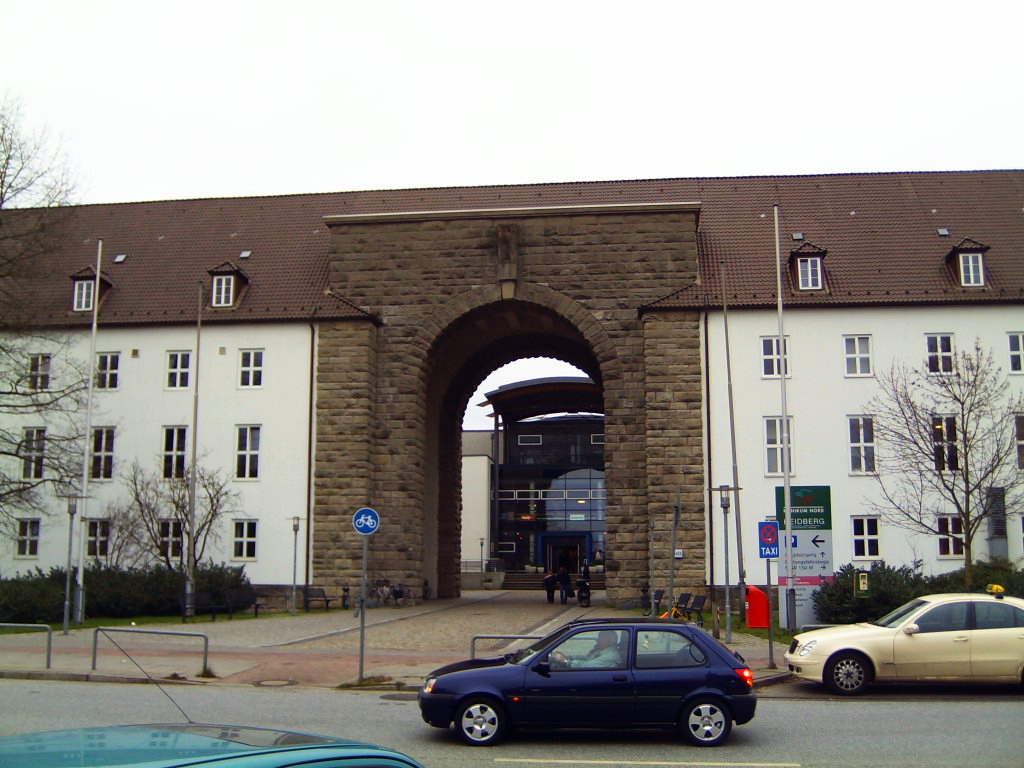
Haupteingang des Heidberg-Krankenhauses (Langenhorn)
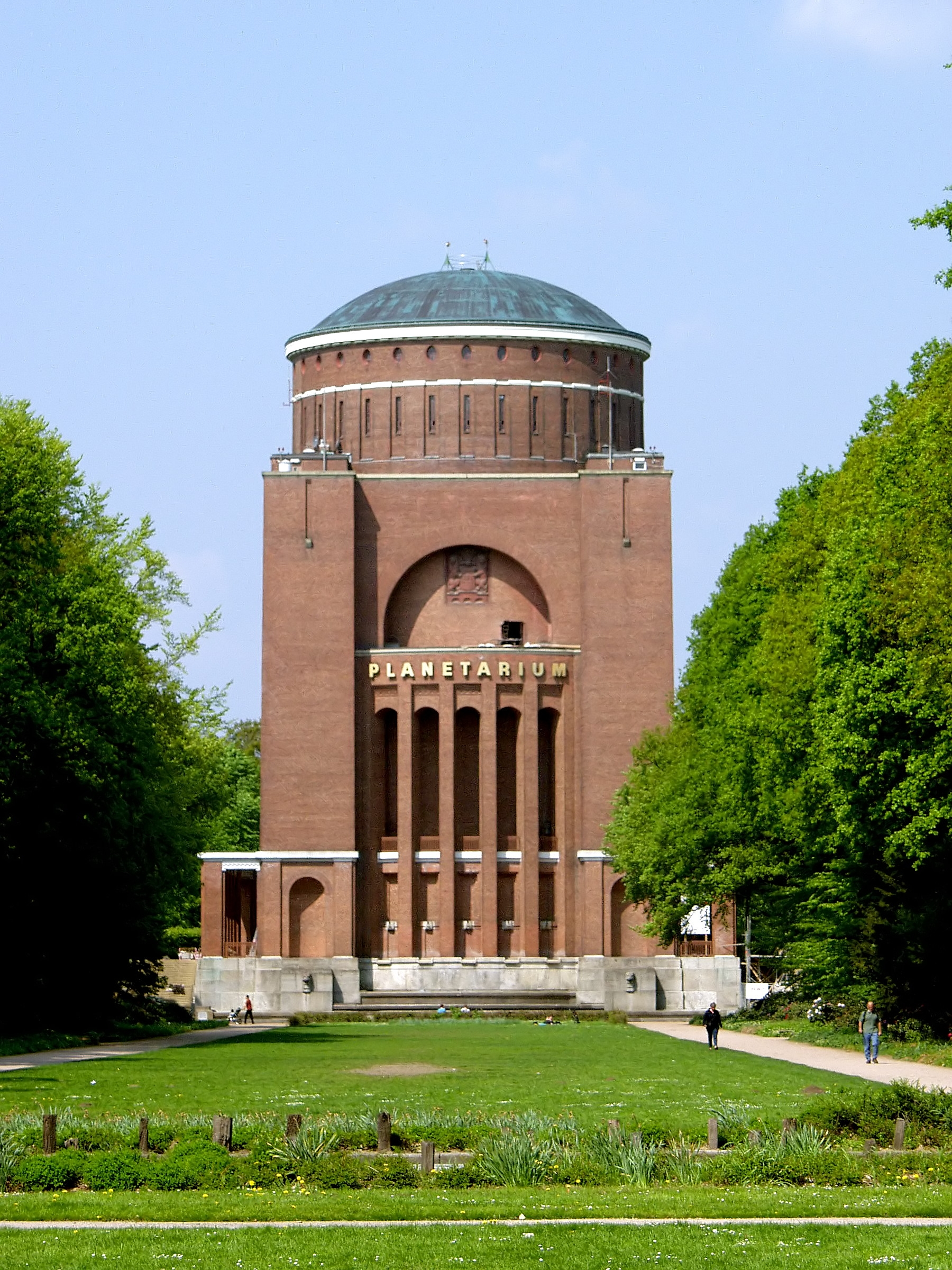
Ehemaliger Wasserturm mit Planetarium Hamburger Stadtpark
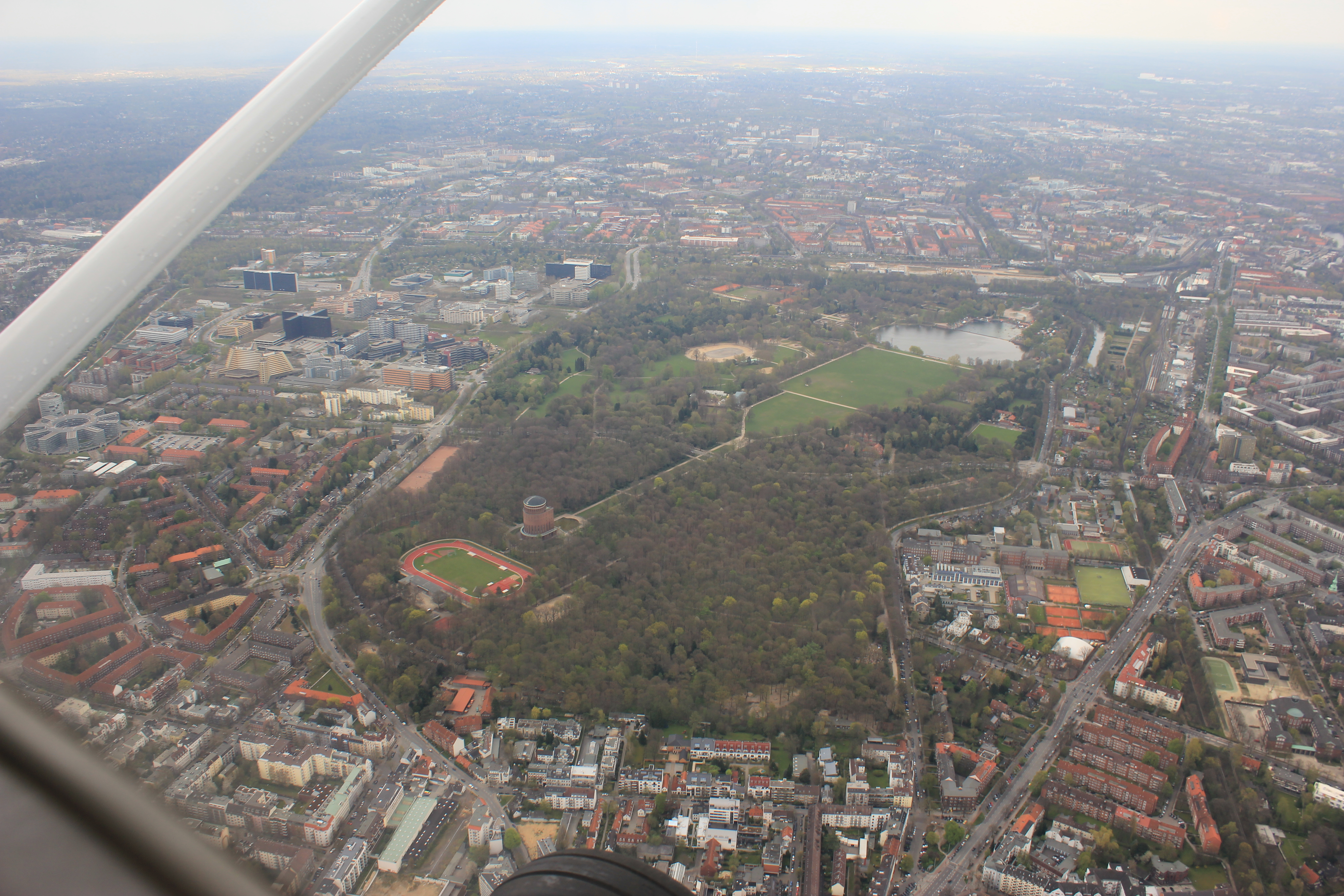
Luftaufnahme Hamburger Stadtpark
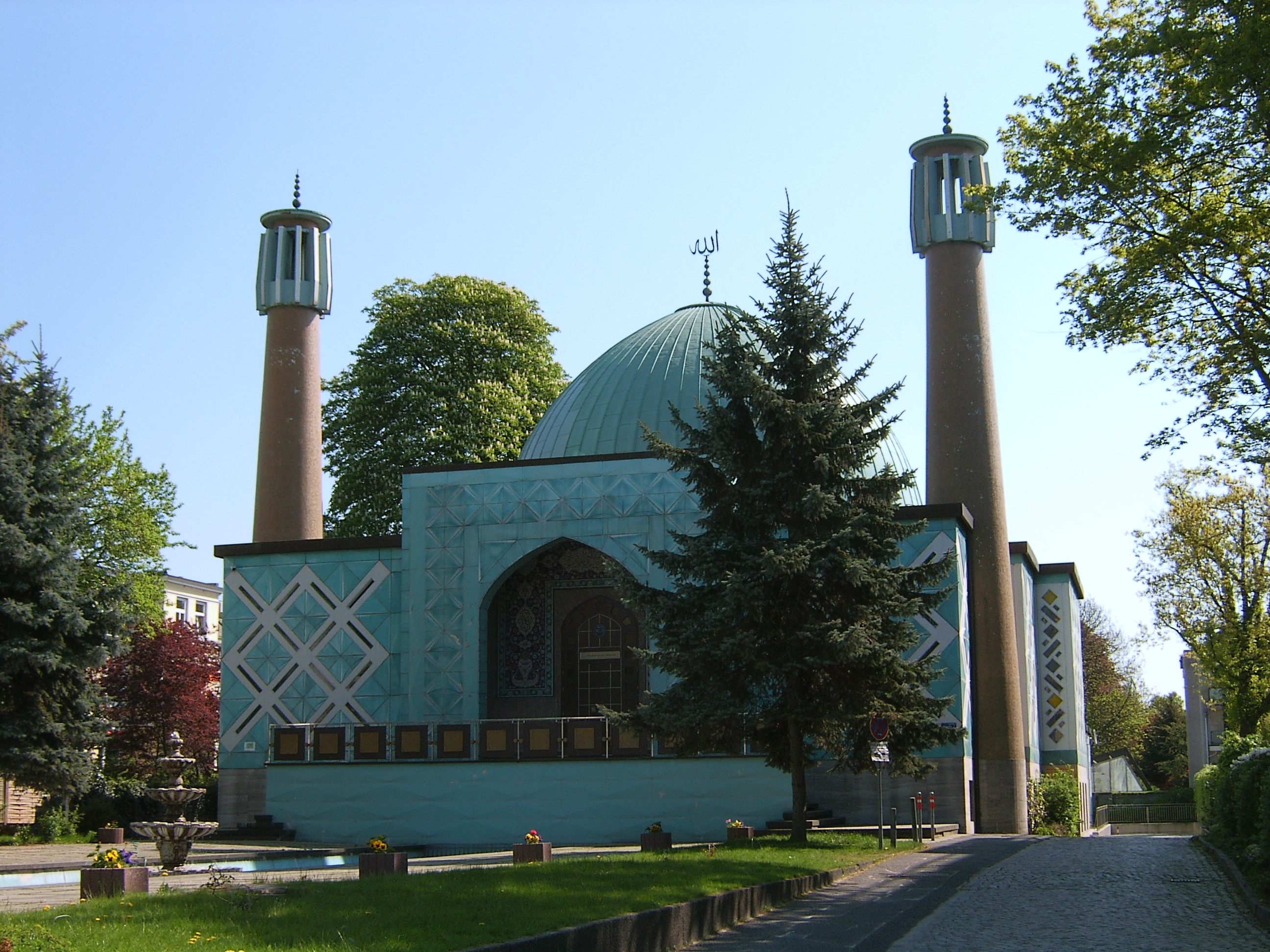
Imam-Ali-Moschee an der Außenalster